# Vasil Metodiev
Vasil Metodiev (búlgar: Васил Методиев)  (Sandanski, 6 de gener de 1935 - Sofia, 29 de juliol de 2019) fou un futbolista búlgar de la dècada de 1960.
Fou 17 cops internacional amb la selecció búlgara amb la qual participà a la Copa del Món de Futbol de 1966.
Pel que fa a clubs, defensà els colors de Akademik Sofia i Lokomotiv Sofia.
Trajectòria com a entrenador:
- 1973 Lokomotiv Sofia
- 1978–1980 Lokomotiv Sofia
- 1981–1983 Pirin Blagoevgrad
- 1983–1985 Levski Sofia
- 1987–1988 Levski Sofia
- 1990–1991 Levski Sofia